# 4chan
4chan es un sitio web anónimo de tableros de imágenes en inglés. Lanzado por Christopher "moot" Poole en octubre de 2003, el sitio alberga foros dedicados a una amplia variedad de temas, desde videojuegos y televisión hasta literatura, cocina, armas, música, historia, tecnología, anime, acondicionamiento físico, política, deportes, entre otros. El registro no está disponible, excepto para el personal, y los usuarios suelen publicar de forma anónima. A partir de 2022, 4chan recibe más de 22 millones de visitantes únicos mensuales, de los cuales aproximadamente la mitad son de Estados Unidos.
Los usuarios de 4chan han sido responsables de la creación y popularización de memes como los lolcats, rickrolling, pedobear, Rage comics, Wojaks, Pepe the Frog, así como movimientos hacktivistas y políticos, como Anonymous y la alt-right. Su foro de temática libre, Random, es por mucho su característica más popular y destacada. Se conoce como /b/ y las reglas de publicación son mínimas. El sitio web Gawker afirmó a modo de broma que «leyendo /b/ se te derrite el cerebro».
La comunidad y cultura del sitio a menudo ha provocado la atención de los medios. Para la planificación de medios esta iniciativa es «una prueba más de que la creatividad está en todas partes y de que los nuevos medios son menos accesibles» para agencias de publicidad. Los periodistas observaron como una dirección de Internet era secuestrada por una broma, de tal forma que aparecieron imágenes de Rick Astley en lugar de la página que era buscada; la coordinación de ataques contra otros sitios web y usuarios de Internet; y cubrieron la reacción a amenazas de violencia que han sido publicadas en el sitio. El periódico The Guardian una vez describió a la comunidad de 4chan como «lunática, juvenil... brillante, ridícula y alarmante».
El 14 de abril de 2025 el sitio web quedó inaccesible «bajo sospecha de un ciberataque masivo».En otro sitio web, soyjak.party, se publicaba información que supuestamente provenía de los piratas informáticos, que ponían de manifiesto la falta de actualizaciones del sitio desde 2016, y alegaban haber obtenido acceso a nivel de administrador y a las identidades de los moderadores, entre otras afirmaciones. Tras los ataques, el propietario y administrador de 4chan, Hiroyuki Nishimura, emitió declaraciones en sus cuentas oficiales de Twitter confirmando que el sitio regresaría en una fecha posterior. El sitio regresó a la normalidad el 25 de abril.

## Historia

### Década de 2000

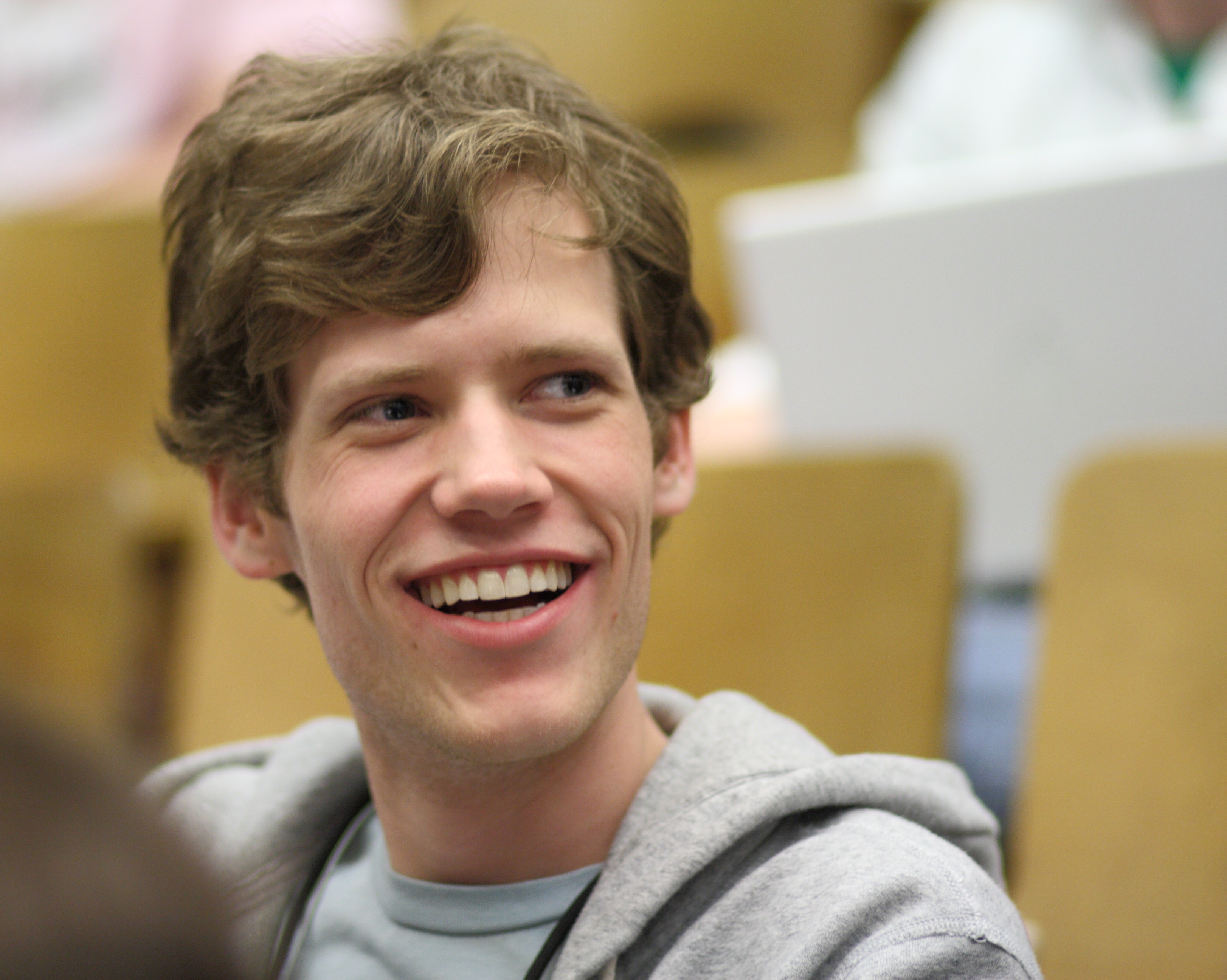
Christopher Poole en la convención ROFLCon II (2010).

4chan comenzó en 2003 en el dormitorio de Christopher Poole, un estudiante de quince años de Nueva York, conocido como "moot", o "mootykins". Antes de iniciar 4chan, moot había sido un participante regular en los foros de Something Awful. Pretendía que 4chan fuera un lugar para discutir sobre cómics japoneses y anime, la contraparte estadounidense al popular tablón de imágenes japonés Futaba Channel. Originalmente moot usó Futaba Channel para obtener imágenes relacionadas con el anime y le gustó el concepto de un tablero de mensajes donde la gente compartiera imágenes de manera anónima, lo cual finalmente le llevó a la idea de crear un sitio web similar en inglés. Durante la creación de 4chan moot obtuvo el código fuente de Futaba Channel y tradujo el texto japonés al inglés utilizando el traductor en línea Babelfish de AltaVista. Cuando moot creó el sitio web, solo tenía un tablón: "/b/ - Anime/Random", pero con el tiempo se crearon más tableros (y /b/ fue renombrado a "/b/ - Random").
La actividad de 4chan toma lugar en foros y tablones de imágenes. El sitio web se divide en seis categorías: cultura japonesa, Intereses, Creatividad, Adultos (18+), Otros y Miscelánea (18+). Estos proveen de tablones temáticos para discutir anime, manga, tecnología, deportes, fotografía, música, hentai, torrents, viajes, acondicionamiento físico, política, social, armas militares, etcétera, al igual que un tablón Random de temática libre. Originalmente, 4chan albergaba su foro de discusión sobre un dominio aparte llamado "world4ch", pero este se movió posteriormente al sub-dominio dis.4chan.org. El sitio ha tenido al menos un empleado, Tetris, un programador al que moot conoció en línea. El resto de los moderadores son voluntarios. Los foros que atraen la mayor cantidad de tráfico, de mayor a menor, son /b/ (temática libre), /v/ (videojuegos), /a/ (anime y manga) y /s/ (foro creado para compartir imágenes explícitas).
De acuerdo a Los Angeles Times, 4chan es uno de los foros de imágenes con más tráfico de Internet. La posición de 4chan en Alexa generalmente está alrededor de 700, pero en ocasiones ha llegado a una posición tan alta como 56. Al proveerse a sus usuarios sin cargo alguno y consumir una gran cantidad de ancho de banda, sus finanzas con frecuencia han sido problemáticas. Moot reconoce que las donaciones no pueden mantener el sitio en línea, por lo que ha recurrido a la publicidad para solventar los gastos. Sin embargo, el contenido explícito albergado por 4chan ha disuadido a las empresas, las cuales no quieren ser asociadas con el contenido del sitio. En enero de 2009, moot firmó un nuevo contrato con una compañía de publicidad; él tenía una deuda de veinte mil dólares y el sitio continuaba perdiendo dinero.
Al igual que muchos foros web, 4chan no posee un sistema de registro, permitiendo a los usuarios publicar anónimamente. Se puede usar cualquier pseudónimo al publicar, incluso uno que haya sido previamente adoptado, tal como Anonymous (anónimo, en inglés) o moot. En vez del registro, 4chan provee tripcodes como una forma opcional de autentificar la identidad de un usuario. Dado que no rellenar el campo Nombre produce una publicación firmada como Anonymous, en 4chan se entiende generalmente que Anonymous no es una persona en particular sino un grupo de usuarios. Los moderadores generalmente participan sin un nombre, incluso cuando realizan tareas de mantenimiento propias de un sysop. Un capcode puede ser usado para firmar una publicación como "Anonymous ## Mod", sin embargo, los moderadores a menudo publican sin el capcode. En 2011, en una entrevista en el sitio web Niconico, moot explicó que hay aproximadamente veinte moderadores voluntarios activos en 4chan. De igual forma, 4chan cuenta con un equipo de moderadores junior llamados janitors (conserjes, en inglés), quienes pueden eliminar publicaciones o imágenes y sugerir que el equipo normal de moderadores expulse a un usuario, pero no pueden firmar con un capcode. Revelarse a sí mismo como janitor es motivo de expulsión inmediata.

### Década de 2010
En enero de 2011, Poole anunció la eliminación de /r9k/ ("ROBOT9000") y /news/ (Noticias), diciendo que /news/ se habían dedicado a convertirlo en debates racistas y /r9k/ ya no servía a su propósito original de ser una aplicación de prueba del script para ROBOT9000. Ese mismo año, fue creado el tablón /soc/ en un esfuerzo por reducir el número de hilos de socialización en /b/.
/r9k/ fue restaurado el 23 de octubre de 2011, junto con /hc/ ("Hardcore", anteriormente eliminados), /pol/ (cambio de nombre de /news/) y el nuevo tablón /diy/, además de una disculpa de Poole donde recuerda que criticó la eliminación de la Enciclopedia Dramática, y se dio cuenta de que él había hecho lo mismo.
/vg/ ("Video Game Generals"), /mlp/ ("My Little Pony") y /hm/ ("Handsome Men") fueron agregados el 15 de febrero de 2012, el 17 y el 22 del mismo mes, respectivamente.
4chan ha sido objeto ocasional de ataques de denegación de servicio (DDoS). Por ejemplo, el 28 de diciembre de 2010, 4chan estuvo fuera de servicio debido a un ataque. Christopher Poole dijo en su blog: "Ahora nos unimos a las filas de MasterCard, Visa, PayPal, et Al., un club exclusivo!"

### Década de 2020
El 14 de abril de 2025, el sitio fue derribado debido a un ataque informático. En otro sitio web, soyjak.party, se publicó información que supuestamente provenía del ataque informático, alegando acceso de administrador, falta de actualizaciones del sitio desde 2016 e identidades de administradores, entre otras afirmaciones. El código fuente y las credenciales de inicio de sesión de quienes se registraron con correo electrónico fueron aparentemente obtenidos por usuarios del sitio web antes mencionado y posteriormente, filtrados en línea. Además, el foro /qa/ eliminado fue restaurado. La última publicación registrada en 4chan antes de su eliminación fue una cita de la frase «¡Chicken jockey!», tomada de Una película de Minecraft. 4chan regreso a la normalidad el 25 de abril del mismo año, tras esfuerzos por parte de sus programadores para revertir el ciberataque.

## moot
La identidad real de moot, Christopher Poole, fue revelada el 9 de julio de 2008 en The Wall Street Journal. Ese mismo día Lev Grossman, de la revista Time, publicó una entrevista describiendo la influencia de moot como administrador no visible como "una de las más significativas" en la evolución del contenido colaborativo. Aunque el artículo de Grossman comenzaba con la confesión de "ni siquiera se su nombre real", él afirmó identificar a moot como Christopher Poole. Más tarde, el 10 de julio, Grossman admitió que había la posibilidad de que Christopher Poole no fuera el nombre real de moot, sino alguna clase de referencia oscura a un chiste interno de 4chan. El Washington Post concuerda en que "Christopher Poole" puede ser "una completa farsa, un engaño. Es lo que podrías esperar del creador de 4chan". En marzo de 2009, Time se echó para atrás en el tema de colocar a moot en los finalistas para su lista de las cien personas más influyentes de 2009.
Previo a las entrevistas de Wall Street Journal y Time, moot mantuvo su identidad separada de 4chan. Dijo a Grossman "mi vida personal está muy alejada de mi vida en Internet. Hay un Firewall en medio". Bajo la identidad de moot ha hablado en conferencias en la Universidad de Yale y en el Instituto de Tecnología de Massachusetts. Un artículo en The Observer de 2008 le nombra como "el emprendedor web más influyente del que jamás se haya escuchado", aunque se le haya descrito en términos más limitados como "benefactor".
En febrero del 2009, The Washington Post reportó que había asistido a la Virginia Commonwealth University durante algunos semestres antes de abandonar. Informó que moot estuvo viviendo con su madre mientras buscaba una manera de hacer dinero dirigiendo 4chan.
En abril de 2009, moot fue elegido la persona más influyente del mundo de 2008 a través de una encuesta en Internet lanzada por la revista Time. Los resultados fueron cuestionados incluso antes de que la encuesta se completara ya que se usaron programas de votación automática y falsificación manual de votos para influenciar la votación. La interferencia de 4chan a las votaciones se hizo más probable cuando se encontró que leyendo las primeras letras de los primeros 21 candidatos en la encuesta se deletreaba una frase que contenía dos memes de 4chan: "mARBLECAKE. ALSO, THE GAME."
El 12 de septiembre de 2009, Poole dio una charla sobre por qué 4chan tiene una reputación como una "fábrica de Memes" en el Simposio Paraflows en Viena, Austria, que formaba parte del festival de Paraflows 09, Urban Hacking. En esta charla, Poole se refirió principalmente al sistema del anonimato y la falta de retención de datos en el sitio ("El sitio no tiene memoria.").
El 10 de febrero de 2010, moot asistió a la conferencia TED2010 en Long Beach, California. Él habló sobre la creciente prevalencia de la identidad de los usuarios persistentes y el intercambio de información personal en sitios como Facebook y Twitter y habló también sobre el valor de la publicación anónima en sitios como 4chan. Fred Leal, del periódico brasileño Estadão dijo que su inclusión en la conferencia "indica que algo extraordinario está sucediendo... 4chan pone a prueba todas las convenciones de Internet:. es, solamente, la antítesis de Google, las redes sociales y blogs".
En 2010, Poole fue informado de que se recaudaron 625.000 dólares para crear una nueva empresa en línea, llamada "Canvas". El sitio web abierto el 31 de enero de 2011, y cuenta con imágenes digitalmente modificadas subidas por los usuarios, que tienen la obligación de autoidentificarse usando Facebook Connect.
En abril de 2010, Poole prestó declaración en el juicio de los Estados Unidos de América contra David Kernell, como testigo del gobierno. Como testigo, explicó la terminología utilizada en 4chan al fiscal, que van desde la "OP" a "lurker". También explicó ante el tribunal de la naturaleza de los datos facilitados al FBI como parte de la orden de registro, incluyendo cómo los usuarios pueden ser identificados a partir de los registros de auditoría en 4chan.
En una entrevista en 2010, Poole habló de su creencia en el valor de las identidades múltiples, incluyendo el anonimato, a diferencia de la fusión de identidades en línea y del mundo real que ocurren en Facebook y muchos otros sitios de redes sociales.
El 23 de enero de 2015 moot anuncia oficialmente su retiro como administrador de 4chan.
El 21 de septiembre de 2015, Christopher Poole (moot) anuncia que Hiroyuki Nishimura ha tomado su lugar como dueño de 4chan.

## Impacto en Internet

### Primeros memes de internet
"Un elemento significativo e influyente de la cultura contemporánea de internet", 4chan es responsable de muchos de los primeros memes y el sitio ha recibido atención positiva por su asociación con los memes. Esto incluía " Así que te oí como mudkipz " [sic]  , que incluía una frase basada en Pokémon y que generó numerosos videos de homenaje en YouTube,  y el término " un héroe ". [sic]   como sinónimo de suicidio, después de un error ortográfico en el homenaje en línea de Myspace al estudiante de séptimo grado Mitchell Henderson. 4chan y otros sitios web, como la satírica Enciclopedia Dramática, también han contribuido al desarrollo de cantidades significativas de leetspeak. 
Un lolcat es una imagen que combina la fotografía de un gato con un texto solecístico destinado a aportar humor, ampliamente popularizado por 4chan en forma de una publicación semanal dedicada a ellos y un tema correspondiente.
En 2005, la instalación de un filtro de palabras que cambió "huevo" por "pato", y por lo tanto "eggroll" por "duckroll", en 4chan condujo a un meme de cebo y cambio en el que los usuarios enlazaron engañosamente a una imagen de un pato sobre ruedas. Esto luego se modificó para que los usuarios enlazaran al video musical de la canción de 1987 de Rick Astley "Never Gonna Give You Up". Así nació el «rickroll».
En su encarnación estadounidense, Pedobear es un oso depredador de niños antropomórfico que a menudo se utiliza dentro de la comunidad para burlarse de los contribuyentes que muestran un interés sexual hacia los niños. Pedobear es uno de los memes más populares en los foros de imágenes en idiomas distintos del inglés y ha ganado reconocimiento en toda Europa, apareciendo en publicaciones fuera de línea. Ha sido utilizado como símbolo de pedofilia por vándalos de grafitis malteses antes de una visita papal.

### Anonymous
En 4chan, la comunidad de usuarios que forman el sitio, y especialmente, en el tablón /b/, se hacen llamar Anonymous, o Anon. En un principio, este movimiento era por pura diversión, pero desde hace poco, han tomado una importante relevancia en el mundo de Internet, y defienden sobre todos sus principios, la libertad de la información en este medio, así como luchar contra la censura.
Desde el 2008 Anonymous se manifiesta en acciones de protesta a favor de la libertad de expresión, de la independencia de Internet y en contra de diversas organizaciones, entre ellas, Scientology, servicios públicos, consorcios con presencia global y sociedades de derechos de autor. En sus inicios, los participantes actuaban dentro de internet formando parte de la comunidad 4chan pero poco a poco el concepto anonymous fue desarrollándose para expandirse por la red fuera de 4chan para posteriormente desarrollar sus actividades también fuera de la red. Entre otros medios de acción de Anonymous, se cuentan las manifestaciones en las calles y los ataques de hacker así como su apoyo a grandes manifestaciones y movimientos mundiales como el 15-M o Occupy Wall Street.

### Popularización de My Little Pony
El fandom y la subcultura adulta dedicada a la serie de televisión animada infantil My Little Pony: La Magia de la Amistad comenzó en el tablero "Comics & Cartoons" (/co/) de 4chan. El programa fue discutido por primera vez con cierto interés alrededor de su debut en octubre de 2010.   Los usuarios de /co/ mostraron un mayor interés en el programa después de que se compartiera un artículo crítico de Cartoon Brew, lo que resultó en elogios por su trama, personajes y estilo de animación. La discusión sobre el programa se extendió hasta /b/, llegando finalmente a un punto de controversia. La discusión luego se extendió a comunidades externas a 4chan, incluido el establecimiento de sitios web para fanes, lo que hizo que el programa llegara a una audiencia más amplia en Internet.

## Controversias y críticas
4chan ha sido objeto de demasiadas críticas y ciertas controversias, desde amenazas violentas hasta el uso y descarga ilegal de pornografía infantil, ya que un elemento fijo de la atención de los medios, la pornografía infantil se ha publicado en 4chan varias veces. 

### Ataques en internet
Entre diciembre del 2006 y enero del 2007 atacaron a Hal Turner haciendo llamadas de broma y saturando su servidor. Esto forzó el cierre de la web de Turner y las llamadas costaron varios cientos de dólares.
Fox 11 calificó al sitio y a sus usuarios como "hackers con esteroides", "terroristas caseros" y al grupo como "la máquina del odio de Internet". El 10 de julio de 2008, apareció el símbolo de la esvástica (卐) al inicio de la lista de lo más buscado en Google por varias horas (en los Estados Unidos). Alguien en el foro /b/ escribió el símbolo y pidió a los demás usuarios que lo buscasen en la red. Miles cumplieron la orden, apareciendo seguidamente la esvástica en la lista de lo más buscado. Google estuvo obligado a retirar la imagen.
También en 2008, un usuario de 4chan hackeó el correo electrónico de Sarah Palin (candidata a la vicepresidencia de los Estados Unidos). El hacker escribió en /b/ su correo electrónico e imágenes dentro del correo para probarlo. Una multitud de usuarios intentó acceder a este, pero Yahoo! bloqueó la cuenta. Meses más tarde, el fundador y administrador de 4chan, Christopher Poole (alias moot), tuvo que prestar declaración en el juicio contra el hacker, en el cual tuvo que explicar el funcionamiento de 4chan, así como de algunos términos que se usan a menudo en la página.
En octubre del 2008, se escribió una noticia falsa para CNN de que Steve Jobs había muerto por un infarto. Las acciones de la compañía cayeron drásticamente.
En mayo del 2009, varios miembros del sitio atacaron YouTube, subiendo videos pornográficos, supuestamente como represalia por las acciones del sitio de borrar música. Otro ataque similar se dio en enero del 2010 por represalia de la eliminación de la cuenta del usuario lukeywes1234.
A mediados de 2010, 4chan amañó una votación en línea del cantante Justin Bieber. La votación elegiría el próximo sitio en el que Bieber cantaría, y 4chan logró hacer que Corea del Norte resultara ganadora. La votación fue anulada, en vista de que dicho país no poseía acceso a la votación. A su vez, 4chan logró hackear la página principal de Justin Bieber, haciendo que apareciera el cantante en actos sexuales con hombres afroamericanos.
El 6 de enero de 2010, 4chan preparó una subida masiva de material pornográfico a YouTube para criticar la suspensión de la cuenta de un usuario. El plan consistía en subir videos pornográficos, pero mezclados con videos "inocentes" como niños, deportes, etc., elegir la miniatura no pornográfica para el video, publicarlos como privados y finalmente hacerlos públicos para lanzarlos a toda la web. Poco más de un día después, los responsables del sitio habían eliminado todo el material.
En julio de 2010, la comunidad de 4chan aprovechó una vulnerabilidad en YouTube que insertaba mensajes HTML en los comentarios del vídeo, incluso con pop-ups que indicaban la muerte de Justin Bieber.
El 6 de octubre, 4chan bloqueó mediante un ataque DDoS las páginas web de la SGAE, Promusicae y del Ministerio de Cultura de España, habiendo avisado previamente con un video dirigido a ambas instituciones.
El 15 de noviembre, 4chan planeó atacar Tumblr. Su plan consistió en molestar a los usuarios con imágenes y burlas, hackear una masiva cantidad de cuentas a partir de las cuales seguirían molestando y finalmente tumbar Tumblr mediante el LOIC y HOIC. Tumblr planea un contraataque para el 15 de noviembre, pero se atrasó para el 14 para sorprender a 4chan.
Ese día, 4chan y Tumblr se atacaron mutuamente con DDoS usando LOIC y HOIC. A ratos se caían ambas páginas de internet, aunque finalmente empataron.
También el 15 de noviembre sucedió lo mismo.
El 20 y 21 de diciembre de 2011 se atacó al popular sitio 9Gag, debido a que muchos de los usuarios del sitio, creían que 9Gag había creado los conocidos Rage Comic.
En octubre de 2012, se empezaron a dar rumores de que el cantante Justin Bieber sufría de cáncer, creando un hashtag denominado #BaldForBieber para convencer a los seguidores del cantante para que se afeitasen la cabeza como muestra de apoyo a su ídolo. El resultado: una gran cantidad de seguidoras de Bieber terminaron calvas.

### Gamergate
También en agosto de 2014, 4chan se vio envuelto en la controversia de Gamergate, que comenzó con acusaciones infundadas sobre la desarrolladora de videojuegos independiente Zoë Quinn por parte de un exnovio, seguidas de acusaciones falsas de usuarios anónimos de Internet. Las acusaciones fueron seguidas por una campaña de acoso contra varias mujeres en la industria de los videojuegos, organizada por usuarios de 4chan, en particular /r9k/.

### Filtraciones de fotos de famosos
En agosto de 2014, piratas cibernéticos tuvieron acceso a cerca de quinientas fotografías privadas de celebridades —muchas de ellas desnudas— desde el servicio de almacenamiento en nube iCloud, las cuales fueron publicadas posteriormente en el tablón de imágenes de 4chan. Como resultado del incidente, 4chan anunció que aplicaría una política de la Ley de Derechos de Autor del Milenio Digital, que permitiría a los propietarios de contenido eliminar material que se hubiera compartido en el sitio ilegalmente y prohibiría a los usuarios que publicaran repetidamente material robado.

### Informe sobre la muerte de Jeffrey Epstein
Se sabe que un informe sobre la muerte de Jeffrey Epstein se publicó en foro /pol/ unos 40 minutos antes de que ABC News diera la noticia. Inicialmente, se sospechó que la persona no identificada que publicó la noticia podría haber sido un miembro de los servicios de emergencia, lo que provocó una revisión por parte del departamento de bomberos de la ciudad de Nueva York, que posteriormente declaró que la publicación no provenía de un miembro de su departamento.

### Tiroteo de Buffalo de 2022
El 14 de mayo de 2022, ocurrió un tiroteo masivo en un supermercado en Buffalo, Nueva York, Estados Unidos. Se informa que el acusado, Payton S. Gendron, escribió un manifiesto racista publicado el 12 de mayo (dos días antes del tiroteo), que incluye la fecha de nacimiento y otros detalles biográficos que coinciden con el sospechoso bajo custodia. El autor escribió que comenzó a frecuentar 4chan, incluido su tablero de mensajes políticamente incorrectos /pol/, a partir de mayo de 2020, donde estuvo expuesto a la teoría de la conspiración del Gran Reemplazo.

## Los boards
Como cualquier otro sitio del estilo, 4chan se divide en varios foros. Cada foro tiene un tema de interés específico y es identificado y representado con una o varias letras del abecedario. Las reglas varían según el foro en que uno se encuentre. Cabe destacar que los boards con el fondo "Yotsuba" tienen contenido explícito y los boards con el fondo "Yotsuba B" contienen contenido seguro. A continuación, una breve descripción de los foros:
| Abreviatura | Nombre                    | Traducción                      | Temática |
| ----------- | ------------------------- | ------------------------------- | --- |
| /3/         | 3DCG                      | 3DCG                            | Este foro se dedica a objetos creados con CGI que sean tridimensionales |
| /a/         | Anime & Manga             | Anime y manga                   | Este foro está dedicado a la discusión de anime y manga. |
| /adv/       | Advice                    | Consejos                        | Dedicado a la búsqueda y entrega de consejos. Los consejos varían desde sugerencias de libros hasta cómo suicidarse. Como en todo foro anónimo las respuestas pueden ser bromas o apoyo serio.                                          |
| /an/        | Animals & Nature          | Animales y naturaleza           | Comparten imágenes de animales y naturaleza, tal como el título sugiere. No se permiten imágenes de crueldad animal. |
| /asp/       | Alternative Sports        | Deportes Alternativos           | Foro dedicado para hablar de wrestling y deportes extremos, tales como Skateboarding o BMX. |
| /b/         | Random +18                | Temática libre                  | Este foro permite cualquier tema. Prácticamente no tiene restricciones, siendo su excepción la pornografía infantil. Sin embargo, los moderadores también tienen libertad absoluta de acción en este foro.                              |
| /biz/       | Business & Finance        | Negocios y Finanzas             | Se publican temas relacionados con los negocios, finanzas y economía. Las discusiones políticas van en /pol/ y las teorías de conspiración en /x/.                                                                                      |
| /c/         | Anime & Cute              | Anime y ternura                 | Solo se aceptan imágenes de anime cuya naturaleza evoque ternura. |
| /cgl/       | Cosplay & EGL             | Cosplay y EGL                   | Los temas e imágenes se centran en cosplay y la línea de moda Elegant Gothic Lolita. |
| /ck/        | Food & Cooking            | Comida y cocina                 | Centrado en comida y cocina. Se aceptan fotos de alimentos, recetas y discusión de comida. |
| /cm/        | Cute Male                 | Chicos guapos                   | Semejante al foro /c/, pero únicamente permite hombres, es posible shonen ai, pero nada de naturaleza yaoi. |
| /co/        | Cómics & Cartoons         | Cómic y dibujos animados        | Discuten cómics y animación estadounidense. Es común ver posteados cómics enteros en estos foros. |
| /d/         | Hentai/Alternative +18    | Hentai/Alternativo              | Las imágenes de este foro son hentai. Se observa pornografía explícita con monstruos de tentáculos, bondage, etc. |
| /diy/       | Do-It-Yourself            | Hazlo tú mismo                  | Aquí se deben postear guías o manuales de instrucciones que permitan crear cosas por uno mismo. |
| /e/         | Ecchi +18                 | Ecchi                           | Las imágenes de este foro son ecchi (eróticas). Desnudos y softcore. Solo entran temas "sugerentes", pero la pornografía explícita entra en el foro /d/.                                                                                |
| /f/         | Flash +18                 | Flash                           | Subforo especial para compartir archivos swf. |
| /fa/        | Fashion                   | Moda                            | Únicamente se discuten temas sobre moda. |
| /fit/       | Fitness                   | Ejercicio                       | Discusiones sobre dieta, ejercicios, etc. |
| /g/         | Technology                | Tecnología                      | Se habla sobre tecnología del presente, pasado y futuro. |
| /gd/        | Graphic Design            | Diseño Gráfico                  | Para discutir sobre diseño gráfico y técnicas para ello (como "Photoshopeo"). Los pedidos van en /r/ |
| /gif/       | Animated GIF +18          | GIF animado                     | Solo se permiten imágenes de gifs animados. La naturaleza de las mismas incluye imágenes pornográficas y muertes grabadas. |
| /h/         | Hentai +18                | Hentai                          | En este foro se postean mangas hentai y otras imágenes del mismo tema. |
| /hc/        | Hardcore +18              | Porno hardcore                  | En este foro se postean imágenes pornográficas. |
| /hm/        | Handsome Men +18          | Hombres apuestos                | Solo se permiten fotos de pornografía gay masculina. |
| /hr/        | High Resolution +18       | Alta resolución                 | En este foro solo se pueden postear imágenes en alta resolución. No hay un tema específico. Las restricciones son únicamente en la calidad de la imagen, no sobre su contenido.                                                         |
| /i/         | Oekaki +18                | Oekaki                          | Aquí se pueden crear y compartir oekakis, por medio de un applet de dibujo gráfico. |
| /ic/        | Artwork/Critique +18      | Ilustraciones/Crítica           | Subforo dedicado a la valoración y crítica de ilustraciones propias. No se permite subir ilustraciones ajenas. |
| /int/       | International             | Internacional                   | Habla sobre las culturas ajenas a la estadounidense y lenguas. Se pide respeto y tolerancia hacia las mismas. |
| /jp/        | Otaku Culture             | Cultura otaku                   | Los temas relacionados con este foro son sobre la cultura otaku. |
| /k/         | Weapons                   | Armas                           | Plática sobre armas y material bélico. |
| /l/         | Los Backrooms             | The Backrooms                   | Creepypasta de una dimensión alterna que consta de varios niveles con diferentes diferentes dificultades. |
| /lgbt/      | LGBT                      | LGBT                            | Discusión sobre la comunidad LGBT y su estilo de vida. Se pide respeto al igual que en /int/. |
| /lit/       | Literature                | Literatura                      | Pláticas sobre literatura. No permite fanfics. |
| /m/         | Mecha                     | Mecha                           | El centro de discusión son los mechas (p.ej. Mazinger, Robotech, etc). |
| /mlp/       | Pony                      | My Little Pony                  | Todo relevante al universo My Little Pony: Friendship is Magic ha de ser posteado únicamente aquí |
| /mu/        | Music                     | Música                          | Habla sobre música, instrumentos musicales y cantantes |
| /n/         | Transportation            | Transporte                      | Foro de medios de transporte, desde monociclos hasta aviones. Los autos se centran en el board /o/, y los tanques deben de ir en /k/.                                                                                                   |
| /new/       | News                      | Noticias                        | Difunde noticias y cosas que suceden en la actualidad. |
| /o/         | Auto                      | Automóvil                       | Foro de automotores e incluso modelos de carreras. |
| /out/       | Outdoors                  | Aire Libre                      | Discusiones sobre excursionismo, campin, etc. |
| /p/         | Photography               | Fotografía                      | Sirve para compartir las fotos de los usuarios. Se recomienda no subir fotos aleatorias. |
| /po/        | Papercraft & Origami      | Papiroflexia y origami          | Suben fotos de origami y cualquier manualidad hecha de papel. Muchos miembros suben tutoriales e imprimibles para manualidades en papel.                                                                                                |
| /pol/       | Politically Incorrect +18 | Políticamente incorrecto        | Debate sobre temas políticos y eventos actuales. |
| /r/         | Request +18               | Solicitudes                     | Es un lugar para peticiones. Si se necesitan imágenes o enlaces de algo en específico, uno inicia un tema sobre eso y espera a que los usuarios brinden la ayuda.                                                                       |
| /rs/        | Rapidshares +18           | Rapidshares                     | Subforo especial para compartir direcciones de descarga de archivos |
| /r9k/       | Robot9000 +18             | Robot9000                       | Aquí solo se pueden postear cosas e ideas originales. |
| /s4s/       | Shit 4chan Says +18       | Mierda que dice 4chan           | Aquí se suele publicar "shitposting" (posts que no van con la publicación o su contenido es pobre) |
| /s/         | Sexy Beautiful Women +18  | Mujeres sexys y hermosas        | Únicamente se postean imágenes de mujeres, ya sea en poses sugerentes o en franca pornografía. No se permiten menores de edad ni hombres en las imágenes.                                                                               |
| /sci/       | Science & Math            | Ciencia y matemáticas           | Temas relacionados con ciencia y matemáticas. No permiten discusiones de religión vs ciencia. |
| /soc/       | Social +18                | Vida social                     | Generalmente se ven temas como "Rate me" (califícame) con la foto de la persona quien lo inició, también se comparten direcciones de redes sociales (como Hotmail, Yahoo, Facebook, etc), y códigos de región para encuentros casuales. |
| /sp/        | Sports                    | Deportes                        | Cualquier deporte es tema de conversación. |
| /t/         | Torrents +18              | Torrents                        | Se comparten torrents de cualquier cosa, pero dominan de manera aplastante los torrents de JAV, o videos pornográficos de Japón. |
| /tg/        | Traditional Games         | Juegos tradicionales            | Aquí uno puede discutir sobre cualquier juego, excepto videojuegos. Pláticas sobre Dungeons & Dragons, Magic: The Gathering o Monopoly son temas recurrentes.                                                                           |
| /toy/       | Toys                      | Juguetes                        | Solo se aceptan imágenes y pláticas sobre juguetes y figuras de acción. |
| /trv/       | Travel                    | Viajes                          | Se comparten imágenes y pláticas de lugares que uno quiere o ha visitado. |
| /tv/        | Television & Film         | Televisión y cine               | Lugar para discutir series de televisión y películas en general |
| /u/         | Yuri +18                  | Yuri                            | Imágenes yuri únicamente. Es decir, softcore entre mujeres. No se permiten hombres en las imágenes de este foro. |
| /v/         | Video Games               | Videojuegos                     | Pláticas relacionadas con videojuegos y consolas donde abunda el greentext. |
| /vg/        | Video Game Generals       | Videojuegos en general          | En este subforo se desarrollan hilos alrededor de un título o género de videojuegos, o de una saga en concreto. |
| /vp/        | Pokémon                   | Pokémon                         | Foro creado para hablar únicamente de Pokémon. |
| /vr/        | Retro Games               | Juegos Retro                    | Foro dedicado a hablar de juegos lanzados en 1999 o en años anteriores. No se permite hablar de consolas de sexta generación. |
| /vt/        | Virtual YouTubers         | Youtubers virtuales             | Todo tema relacionado con el contendido de cualquier persona denominada "VTuber" debe ser publicado aquí. |
| /w/         | Anime Wallpapers          | Fondos de escritorio de anime   | Comparte fondos de escritorio de animes. |
| /wg/        | Wallpaper General +18     | Fondos de escritorio en general | Aquí se comparten fondos de escritorio de cualquier tipo y tamaño. |
| /wsg/       | Worksafe GIF              | GIF Animados                    | Foro similar a /gif/, con la diferencia de que se publica gif que no necesariamente son exclusivos para mayores de 18 años. |
| /wsr/       | Worksafe requests         | Solicitudes                     | Foro similar a /r/, con la diferencia de que se solicitan que no son exclusivos para mayores de 18 años. |
| /x/         | Paranormal +18            | Paranormal                      | Cualquier historia o evento paranormal debe ir aquí. |
| /y/         | Yaoi +18                  | Yaoi                            | Imágenes de tipo Yaoi (dibujos sobre relaciones homosexuales entre hombres). |

## Prohibiciones de ISP

### Prohibición temporal de AT&T
El 26 de julio de 2009, la sucursal DSL de AT&T bloqueó temporalmente el acceso al dominio img.4chan.org (host de /b/ y /r9k/), lo que inicialmente se creyó que era un intento de censura en Internet, y se encontró con hostilidad por parte de 4chan. Al día siguiente, AT&T emitió un comunicado en el que afirmaba que el bloqueo se implementó después de que un cliente de AT&T se viera afectado por un ataque DoS originado desde direcciones IP conectadas a img.4chan.org, y que era un intento de "evitar que este ataque interrumpiera el servicio del cliente de AT&T afectado y... de nuestros demás clientes". AT&T sostiene que el bloqueo no estaba relacionado con el contenido de 4chan.

### Prohibición temporal de Verizon
El 4 de febrero de 2010, 4chan comenzó a recibir informes de clientes de Verizon Wireless que tenían dificultades para acceder a los paneles de imágenes del sitio. Después de investigar, Poole descubrió que solo el tráfico en el puerto 80 hacia el dominio boards.4chan.org estaba afectado, lo que llevó a los miembros a creer que el bloqueo fue intencional. Tres días después, Verizon Wireless confirmó que 4chan estaba "explícitamente bloqueado". El bloqueo se levantó varios días después.

### Prohibición de Telstra
El 20 de marzo de 2019, la compañía australiana de telecomunicaciones Telstra negó el acceso a millones de australianos a 4chan, 8chan, Zero Hedge y LiveLeak como reacción a los tiroteos en la mezquita de Christchurch.

### Prohibición en Nueva Zelanda
Tras el tiroteo en la mezquita de Christchurch de 2019, numerosos ISP bloquearon temporalmente cualquier sitio que albergara una copia de la transmisión en vivo del tiroteo, incluido 4chan. Los ISP incluían Spark, Vodafone, Vocus y 2degrees.